# On the Night
On the Night is een live-album (met nieuw materiaal) van de rockband Dire Straits. Van deze opname is ook een video en dvd beschikbaar onder dezelfde naam. Van dit album is tevens een single ("Encores") met extra materiaal ("The Bug", "Solid Rock" en "Local Hero - Wild Theme") verschenen. On the Night werd in het begin tijdelijk uitgegeven in een 2cd-verpakking waarin de Encores ep opgeborgen kon worden. Vreemd is het ontbreken van nummers als "Sultans of Swing", "Tunnel of Love", "Telegraph Road", "Planet of New Orleans" en "Two Young Lovers", die overigens wel tijdens de bijna twee jaar durende tournee werden gespeeld.
In 2023 is de boxset Dire Straits Live 1978-1992 verschenen met onder andere een geremasterde versie van On the Night met in totaal zeventien live nummers. Waaronder Sultans of Swing, Tunnel of Love & Telegraph Road. 

## Tracks
| 1.                 | Calling Elvis          | 10:25 |
| 2.                 | Walk of Life           | 5:06  |
| 3.                 | Heavy Fuel             | 5:23  |
| 4.                 | Romeo and Juliet       | 10:05 |
| 5.                 | Private Investigations | 9:43  |
| 6.                 | Your Latest Trick      | 5:35  |
| 7.                 | On Every Street        | 7:01  |
| 8.                 | You and Your Friend    | 6:48  |
| 9.                 | Money for Nothing      | 6:28  |
| 10.                | Brothers in Arms       | 8:54  |
| Totale duur: 75:33 |                        |       |

Mark Knopfler · John Illsley
Guy Fletcher · Alan Clark · David Knopfler · Pick Withers · Hal Lindes · Terry Williams · Jack Sonni